# Klas Lindquist Nonet
Klas Lindquist Nonet är ett svenskt niomannaband från Stockholm. Bandet har gjort tre skivor och turnerat i Sverige sedan starten 2008. Bandet spelar huvudsakligen musik och musikarrangemang av saxofonisten och kompositören Klas Lindquist.

## Bandmedlemmar
- Klas Lindquist - altsaxofon/klarinett
- Robert Nordmark - tenorsaxofon/flöjt
- Fredrik Lindborg - barytonsaxofon/bassklarinett
- Karl Olandersson - trumpet/flugelhorn
- Nils Janson - trumpet
- Hampus Adami - trombon
- Filip Ekestubbe - piano
- Jon Henriksson - bass
- Daniel Fredriksson - trummor

## Diskografi
- 2008 - Klas Lindquist Nonet: Lift Off (Phono Suecia / PSCD 179)
- 2009 - Klas Lindquist Nonet: You need it (Imogena IGCD 169)
- 2023 - Klas Lindquist Nonet: Alternative Source of Energy (TengTones TT018)

## Media
- "Nio musiker med distinkta röster uttrycker mycket övertygande sina personligheter i musiken". Hans Erik Bergman/Sundsvall Tidning
- "Ett Landslag i Jazz" Göran Olsson/Gefle Dagblad
- "Glädjefyllt, kreativt och genuint svängigt" Leif Domnérus/Nalen Journalen